# Ecem Baltacı
Ecem Baltacı (* 25. Juli 1994 in Istanbul) ist eine türkische Schauspielerin.

## Leben und Karriere
Baltacı wurde am 25. Juli 1994 in Istanbul geboren. Sie studierte an der Yeditepe Üniversitesi. Ihr Debüt gab sie 2015 in der Fernsehserie O Hayat Benim. Von 2016 bis 2017 spielte sie in der Serie Umuda Kelepçe Vurulmaz mit. Ihre nächste Hauptrolle bekam Baltacı in der Serie Fazilet Hanım ve Kızları. Zwischen 2017 und 2018 wurde sie für den Film Yalnız Hayaller Kaldı gecastet.

## Filmografie (Auswahl)
- 2015–2016: O Hayat Benim (Fernsehserie, 49 Episoden)
- 2016–2017: Umuda Kelepçe Vurulmaz (Fernsehserie, 15 Episoden)
- 2017–2018: Fazilet Hanım ve Kızları (Fernsehserie, 50 Episoden)
- 2018: Yalnız Hayaller Kaldı (Film)